# Jacob Frey
Jacob Frey (/fraɪ/ FRY; sinh ngày 23 tháng 7 năm 1981) là thị trưởng của thành phố Minneapolis, bang Minnesota. Ông phục vụ trong Hội đồng thành phố Minneapolis từ năm 2013 cho đến khi được bầu làm thị trưởng.
Được bầu làm thị trưởng vào năm 2017, ông đã tuyên thệ nhậm chức vào ngày 2 tháng 1 năm 2018.

## Tuổi thơ và giáo dục ban đầu
Frey lớn lên ở Oakton, Virginia, Washington, DC, ngoại ô và nhận được học bổng theo dõi để theo học trường Cao đẳng William & Mary, từ đó anh tốt nghiệp năm 2004. Gia đình anh là người Do Thái. Sau khi tốt nghiệp bằng chính phủ, Frey nhận được hợp đồng từ một công ty giày để điều hành chuyên nghiệp và thi đấu cho Đội tuyển Hoa Kỳ trong cuộc đua marathon Pan American Games 2007, kết thúc ở vị trí thứ tư. Trong thời gian đó, anh đã lấy được bằng JD từ Đại học Villanova, tốt nghiệp bằng cum laude năm 2009.

## Nghề nghiệp

### Sự nghiệp ban đầu
Frey chuyển đến Minneapolis vào năm 2009 sau khi tốt nghiệp trường Luật Đại học Villanova, và gia nhập công ty luật Faegre & Benson (nay là Faegre Baker Daniels) trước khi chuyển sang công ty luật Halunen & Associates.
Frey đã tích cực trong việc tổ chức cộng đồng kể từ khi chuyển đến Minneapolis. Sau khi một cơn lốc xoáy xảy ra ở Bắc Minneapolis vào năm 2011, Frey đã cung cấp dịch vụ pháp lý cho những người thuê nhà bị mất nhà cửa. Vào năm 2012, trước khi ra tranh cử, Frey đã thành lập và tổ chức Big Gay Race đầu tiên, cuộc đua từ thiện 5K để quyên tiền cho Minnesotans United for All Families, một nhóm chính trị tổ chức bình đẳng hôn nhân.